# 大区议会 (智利)
大区议会（西班牙語：consejos regionales）是智利各大区的合议机构，具有规范性、决策性和监督性职能，属于大区政府职权范围内的机关，负责实现公民的参与，并行使《第19175号法》，即《地区政府和行政基本法》所赋予的职责。智利各大区均设有大区议会。大区议会与各自大区的大区长官共同组成大区政府。
大区议会是在1991年宪法改革中设立的，并通过1992年《第19175号》（《地区政府和行政基本法》）确认其法律地位。
最初，大区议会议员从市议员中选出，但自2014年起，议员改由普选产生，即通过直接投票选出，任期为4年，可连任。
每个大区议会由其所在大区的大区长官担任主席。